# 한국의 근친간 호칭법
근친 간 호칭법(近親間呼稱法)은 한국에서 전통적으로 근친을 부르는 호칭어(부름말)를 다르게 함을 가리킨다. 이 호칭법은 중국에서 유학과 함께 전래되었으며, 한자어 호칭은 대부분 중국의 것과 비슷하다. 호칭어는 내가 대상자를 부를 때, 대상자에게 내가 나를 말할 때, 내가 남에게 대상자를 말할 때, 남이 나에게 대상자를 말할 때, 남에게 자신을 말할 때에 따라 매우 복잡하게 바뀐다.
기본적으로 ‘-님’ 이나 ‘-장’(丈) 또는 ‘-씨’(氏), ‘-부인’(夫人), ‘-어른’이 붙는 호칭, ‘영-’(令), ‘존-’(尊), ‘귀-’(貴), ‘현-’(賢)이 붙는 호칭은 높임이며, ‘-주’(主)가 붙는 호칭은 편지글에서 쓰는 높임이고, 생(生)은 편지글에서 쓰는 낮춤이다.  또한 형제자매가 여럿일 때에는 백중숙계(伯仲叔季)의 차례에 따라 백은 맏이, 중은 둘째, 숙은 셋째, 계는 막내를 나타내기도 한다.
대가족이 함께 사는 경우가 줄어들고 비교적 먼 친척의 중요성이 축소되면서 한국의 근친간 호칭법은 점점 단순해지고 있다. 손윗사람에게 나를 가리킬 때 또는 나를 겸양하여 가리킬 때에는 ‘저’라고 해야 하나 오늘날에는 ‘나’로 지칭하는 때도 많다.

## 직계 근친간 호칭법
| 등급 대상자              | 내가 대상자를 부를 때                         | 대상자에게 나를 말할 때                          | 내가 남에게 대상자를 말할 때                           | 남이 나에게 대상자를 말할 때                                 | 남에게 나를 대상자로서 말할 때                   |
| 할아버지 (祖父)          | 할아버지 할아버님 조부님 조부주(祖父主)       | 소손 불효손 저 또는 나                           | 조부 왕부(王父) 노조부(老祖父) 조부장(祖父丈) 등 여럿. | 조부장(祖父丈) 왕부장 왕대인(王大人) 왕존장(王尊丈) 등 여럿. | 조부 할아비 나                                   |
| 할머니 (祖母)            | 할머니 할머님 조모님 조모주(祖母主)           | 소손 불효손 저 또는 나                           | 조모 왕모 노조모                                       | 왕대부인(王大夫人) 존왕대부인(尊王大夫人)                    | 조모 할미 나                                     |
| 아버지 (父)              | 아버지 아버님 부주(父主)                      | 소자 불효자 저 또는 나                           | 가친(家親) 부친(父親) 엄친(嚴親) 가엄(家嚴) 등 여럿.   | 춘부장(春府丈) 춘장 춘당(春堂) 대정(大庭) 등 여럿.           | 부(父) 아비 나 또는 여(余)                       |
| 어머니 (母)              | 어머니 어머님 모주(母主) 또는 자주(慈主)      | 소자 불효자 저 또는 나                           | 가모(家母) 모친(母親) 자친(慈親) 가자(家慈) 등 여럿.   | 자당(慈堂) 훤당(萱堂) 북당(北堂) 대부인(大夫人) 등 여럿.     | 모(母) 어미 나                                   |
| 어버이를 함께 (父母同時) | 어버이 부모님 양위분(兩位分) 양당(兩堂)       | 소자 불효자 저 또는 나 고애자(孤哀子)            | 부모(父母) 양친(兩親) 이친(二親) 쌍친(雙親) 등 여럿.   | 양당 양위분                                                  | 부모 어버이 양인(兩人) 우리 또는 우리 내외(內外) |
| 아들 (子)                | 남아(男兒) 아이 큰아이 / 작은아이 또는 “이름” | 아비 / 어미 부모 나 또는 여(余) 우리 / 우리 내외 | 자식(子息) 가아(家兒) 가돈(家豚) 미아(迷兒) 등 여럿.   | 자제(子弟) 아드님 영식(令息) 영윤(令胤) 등 여럿.             | 저 또는 나 소자 불효자                           |
| 딸 (女)                  | 여아(女兒) 아이 큰아이 / 작은아이 또는 “이름” | 아비 / 어미 부모 나 또는 여(余) 우리 / 우리 내외 | 딸 여아(女兒) 여식(女息) 가교(家嬌) 등 여럿.           | 영애(令愛) 따님 영양(令孃) 영교(令嬌) 등 여럿.               | 저 또는 나 여식 불초녀(不肖女)                   |
| 손 (孫)                  | “이름” 손아(孫兒) 손자 / 손녀                 | 할아버지 조부 나 또는 여(余)                     | 손아 손자 / 손녀 가손(家孫)                            | 영손(令孫) 영포(令抱) 현포(賢抱) 등 여럿.                    | 소손 불효손 불초손                               |

그밖에 다른 호칭도 있다.
- 아저씨 : 어버이와 같은 항렬 또는 배분인 남자를 가리킨다.
- 아주머니 : 어버이와 같은 항렬 또는 배분인 여자를 가리킨다.

또한 할아버지와 같은 호칭은 그와 같은 항렬 또는 배분인 사람을 가리킬 때도 쓰인다.

## 부부간 호칭법
| 등급 대상자   | 내가 대상자를 부를 때       | 대상자에게 나를 말할 때                 | 내가 남에게 대상자를 말할 때                 | 남이 나에게 대상자를 말할 때                                 | 남에게 나를 대상자로서 말할 때          |
| 지아비 (男便) | 당신 여보 서방님 부군(夫君) | 처(妻) 졸처(拙妻) 우처(愚妻) 소처(小妻) | 남편 주인(主人) 바깥양반 가군(家君) 등 여럿. | 현군(賢君) 영군자(令君子) 부군(夫君) 주인어른 등 여럿.       | 부(夫) 졸부(拙夫) 가부(家夫) 저 또는 나 |
| 지어미 (妻)   | 당신 여보 마누라 부인(夫人) | 부(夫) 졸부(拙夫) 가부(家夫)            | 안사람 내자(內子) 제댁 형처(荊妻) 등 여럿.   | 부인(夫人) 영부인(令夫人) 합부인(閤夫人) 현합(賢閤) 등 여럿. | 처(妻) 졸처(拙妻) 우처(愚妻) 저 또는 나 |

## 동기간 호칭법
| 등급 대상자      | 내가 대상자를 부를 때                       | 대상자에게 나를 말할 때              | 내가 남에게 대상자를 말할 때                         | 남이 나에게 대상자를 말할 때                             | 남에게 나를 대상자로서 말할 때       |
| 형 (兄)          | 형 형님 형주(兄主) 백형(伯兄)               | 저 또는 나 동생 또는 아우 사제(舍弟) | 가형(家兄) 사백(舍伯) 사중(舍仲) 가백(家伯) 등 여럿. | 백씨(伯氏) 중씨(仲氏) 백씨장(伯氏丈) 중씨장(仲氏丈)      | 나 형 사형(舍兄) 가형                |
| 형수 (兄嫂)      | 아주머니 형수 형수씨(兄嫂氏) 형수주(兄嫂主) | 저 또는 나 생(生) 수제(嫂弟)         | 형수 형수씨                                          | 영형수(令兄嫂) 영형수씨                                  | 나 또는 저 아우 또는 동생 아주미     |
| 아우 (弟)        | 동생 아우 />                                | 나 형 사형(舍兄) 가형(家兄)          | 아우 또는 동생 사제(舍弟) 가제(家弟) 중제(仲弟)      | 제씨(弟氏) 계씨(季氏) 영제(令弟) 영제씨(令弟氏) 등 여럿. | 저 또는 나 아우 또는 동생 사제(舍弟) |
| 제수 (弟嫂)      | 아주머니 제수 제수씨 제수주(弟嫂主)         | 나 생(生)                            | 제수 제수씨 계수(季嫂) 계수씨                        | 영제수(令弟嫂) 영제수씨 영계수(令季嫂) 영계수씨          | 저 또는 나 제수                      |
| 손위 누이 (姊)   | 누나 누님 언니 자주(姊主)                   | 저 또는 나 동생 사제(舍弟)           | 내 누이 자씨(姊氏)                                   | 영자(令姊) 영자씨                                        | 나 누나 또는 누이                    |
| 손아래 누이 (妹) | 동생 누이 또는 누이동생 매주(妹主)          | 나 오빠 / 오라비 오라버니 사형(舍兄) | 내 누이 사매(舍妹) 매씨(妹氏)                        | 영매(令妹) 영매씨                                        | 저 또는 나 동생                      |

그밖에 동기의 배우자나 배우자의 동기에 대한 호칭법도 다양하다.
간단히 보면 '시(媤)-'가 붙은 말은 남편과 관련이 있고, '처(妻)-'가 붙은 말은 아내와 관련이 있다.
- 누이 : 자매, 때로는 손아래 누이 만을 가리킨다.
- 올케 : 형제의 배우자, 오라범댁이라고도 부른다.
- 새언니 : 올케 가운데, 오빠의 아내를 가리킨다.
- 아주머니 : 남자가 같은 항렬[배분]의 형뻘되는 남자[아주버니]의 배우자를 가리킨다.
- (시)아주버니 : 남편과 항렬[배분]이 같은 사람 가운데, 남편보다 나이가 많은 사람[주로 남편의 형]을 가리킨다.
- 시동생 : 남편의 아우를 가리킨다.[25]
- 시누이 : 남편의 자매이며, 시누라고도 부른다.[25]
- 처제(妻弟): 아내의 손아래 자매를 가리킨다.[25]
- 처형(妻兄): 아내의 손위 자매를 가리킨다.
- 처남(妻男/妻娚) : 아내의 형제를 가리킨다.[25]
- 동서(同壻) : 시아주버니나 시동생, 또는 처형이나 처제의 배우자를 가리킨다.
- 형님

1. 보통은 자신의 형을 높여 부르나
2. 처남 가운데 자기보다 나이가 많은 사람을 부를 때도 쓰며
3. 또한 며느리들끼리 손위 동서를 이른다.

## 방계 친족 호칭법

### 유복지친
아래 표는 방계 혈족 가운데 상중에 상복을 입는 가까운 친족인 유복지친(有服之親)이며, 법률상의 친족과 거의 동일하다.
| 등급 대상자               | 내가 대상자를 부를 때                               | 대상자에게 나를 말할 때                                        | 내가 남에게 대상자를 말할 때                                            | 남이 나에게 대상자를 말할 때              | 남에게 나를 대상자로서 말할 때     |
| 큰아버지 (伯父)           | 큰아버지 큰아버님 백부님 백부주                     | 저 또는 나 조카 사질(舍姪) 종자(從子)                          | 사백부(舍伯父) 사중부(舍仲父) 사숙부(舍叔父) 계부(季父) 등 여럿.        | 백완씨(伯玩丈) 완장(玩丈)                 | 나 큰아비                          |
| 큰어머니 (伯母)           | 큰어머니 큰어머님 백모님 백모주                     | 저 또는 나 조카 사질(舍姪) 종자(從子)                          | 사백모(舍伯母)                                                          | 백모부인 중모부인 숙모부인                | 나 큰어미 작은어미                 |
| 작은아버지 (叔父)         | 작은아버지 작은아버님 중부님 또는 숙부님 중부주     | 저 또는 나 조카 사질 유자(猶子) 등 여럿                        | 사숙(舍叔) 중부(仲父) 계부(季父)                                        | 숙부장 중부장 계부장                      | 나 작은아비 숙부 계부              |
| 작은어머니 (叔母)         | 작은어머니 작은어머님 숙모님 숙모주                 | 저 또는 나 조카 사질 유자(猶子) 등 여럿                        | 사숙모(舍叔母)                                                          | 존숙모(尊叔母) 존숙모부인                 | 나 작은어미 숙모                   |
| 고모 (姑母)               | 아주머니 고모 고모님 고모주                         | 저 또는 나 조카 가질(家姪) 등 여럿.                            | 비고모(鄙姑母)                                                          | 존고모 존고모부인                         | 나 고모 아주미                     |
| 고모부 (姑母夫)           | 아저씨 고모부 또는 고숙 고모부님 또는 고숙님 고숙주 | 저 또는 나 조카 고질(姑姪) 또는 부질(婦姪) 인질(姻姪) 등 여럿. | 비고숙(鄙姑叔)                                                          | 존고숙 존고숙장                           | 나 아저씨 고숙 고모부              |
| 당숙(堂叔) 당숙모(堂叔母) | 아저씨 / 아주머니 종숙(從叔) / 종숙모(從叔母)       | 조카 종질(從姪) 당질(堂姪) 등 여럿.                            | 비종숙(鄙從叔) / 비종숙모(鄙從叔母) 비당숙(鄙堂叔) / 비당숙모(鄙堂叔母) | 종숙장 / 종숙부인 당숙장 / 당숙부인       | 나 아저씨 / 아주머니 종숙 / 종숙모 |
| 종조부 (從祖父)           | 할아버님 종조부님                                   | 종손자 / 종손(從孫) 유손(猶孫) 또는 질손(姪孫)                 | 종조부                                                                  | 귀종조부(貴從祖父) 귀종조부님             | 할아비 종조부                      |
| 종조모 (從祖母)           | 할머님 종조모님                                     | 종손자 / 종손(從孫) 유손(猶孫) 또는 질손(姪孫)                 | 종조모                                                                  | 귀종조모(貴從祖母) 귀종조모님             | 할미 종조모                        |
| 종형 (從兄)               | 형님 종형님                                         | 아우 종제(從弟)                                                | 사촌 형 비종형(鄙從兄) 비종백(鄙從伯)                                   | 영종형씨(令從兄氏) 영종백씨(令從伯氏)     | 형 종형                            |
| 종제 (從弟)               | 아우 종제                                           | 형 종형                                                        | 사촌 아우 비종제(鄙從弟)                                                | 영종씨(令從氏) 현종씨(賢從氏)             | 아우 종제                          |
| 재종형 (再從兄)           | 형님 재종형님                                       | 아우 재종제                                                    | 비재종형(鄙再從兄)                                                      | 영재종형씨(令再從兄氏) 영재종씨(令再從氏) | 형 재종형                          |
| 재종제 (再從弟)           | 아우 재종제 “이름”                                  | 형 재종형                                                      | 비재종제(鄙再從弟)                                                      | 영재종제씨(令再從弟氏)                    | 아우 재종제                        |
| 내종형 (內從兄)           | 고종형 내형주                                       | 아우 외종제                                                    | 비내종형(鄙內從兄)                                                      | 귀내종형(貴內從兄)                        | 형 내종형                          |
| 내종제 (內從弟)           | 고종제 내종제                                       | 형 외종형                                                      | 비내종제(鄙內從弟)                                                      | 귀내종제(貴內從弟)                        | 아우 내종제                        |

### 무복지친
아래 표는 상중에 상복을 입지 않는 가까운 친족인 무복지친(無服之親)이다.
| 등급 대상자 | 내가 대상자를 부를 때   | 대상자에게 나를 말할 때 | 내가 남에게 대상자를 말할 때 | 남이 나에게 대상자를 말할 때 | 남에게 나를 대상자로서 말할 때 |
| 족조 (族祖) | 할아버님 족대부(族大父) | 족손(族孫)              | 비족대부(鄙族大父)           | 귀족대부(貴族大父)           | 할아비 족조                    |
| 족숙 (族叔) | 아저씨 족숙주(族叔主)   | 족질(族姪)              | 비족숙(鄙族叔)               | 귀족숙부(貴族叔父)           | 아저씨 족숙                    |
| 족형 (族兄) | 형 족형주(族兄主)       | 족제(族弟)              | 비족형(鄙族兄)               | 귀족형주(貴族兄主)           | 형 족형                        |

- 아저씨 : 어버이와 같은 항렬 또는 배분인 남자를 가리킨다. 따라서 백부와 숙부, 고모부와 이모부, 외숙은 모두 아저씨로 부를 수 있으나, 오늘날에는 일반적이지는 않다.
- 아주머니 : 어버이와 같은 항렬 또는 배분인 여자를 가리킨다. 따라서 백모와 숙모, 고모와 이모, 외숙모는 모두 아주머니로 부를 수 있으나, 오늘날에는 일반적이지는 않다.

## 외척 호칭법
| 등급 대상자         | 내가 대상자를 부를 때                        | 대상자에게 나를 말할 때                  | 내가 남에게 대상자를 말할 때          | 남이 나에게 대상자를 말할 때                   | 남에게 나를 대상자로서 말할 때 |
| 외할아버지 (外祖父) | 외할아버지 외할아버님 외조부주(外祖父主)     | 저 외손(外孫) 사손(獅孫) 또는 저손(杵孫) | 외조부 외왕부(外王父) 등 여럿.        | 외왕존장(外王尊丈) 외왕대인(外王大丈) 등 여럿. | 나 또는 여(余) 외조부 할아비   |
| 외할머니 (外祖母)   | 외할머니 외할머님 외조모주(外祖母主)         | 저 외손(外孫) 사손(獅孫) 또는 저손(杵孫) | 외조모 외왕모 풀솜할머니 등 여럿.     | 외왕대부인(外王大夫人)                         | 나 할미 외조모                 |
| 외숙부 (外叔父)     | 외숙님 또는 외삼촌 표숙(表叔) 내구주(內舅主) | 저 조카 생질(甥姪)                       | 비외숙(鄙外叔) 비표숙(鄙表叔)         | 귀외숙(貴外叔) 귀표숙(貴表叔)                  | 나 아재비                      |
| 외숙모 (外叔母)     | 외숙모 표숙모주(表叔母主)                    | 저 조카 또는 생질(甥姪)                  | 비외숙모(鄙外叔母) 비표숙모(鄙表叔母) | 귀외숙모(貴外叔母) 귀표숙모(貴表叔母)          | 나 아주미                      |
| 이모부 (姨母夫)     | 이모부 이숙주(姨叔主)                        | 저 조카 또는 이질(姨姪)                  | 비이숙(鄙姨叔)                        | 귀이숙장(貴姨叔丈)                             | 나 아재비                      |
| 이모 (姨母)         | 이모님 이모주                                | 저 조카 또는 이질(姨姪)                  | 비이모(鄙姨母)                        | 귀이모(貴姨母)                                 | 나 아주미                      |
| 외종형 (外從兄)     | 표종형주(表從兄主)                           | 아우 비종제                              | 비외종형(鄙外從兄)                    | 귀외종형(貴外從兄)                             | 형 외종형                      |
| 외종제 (外從弟)     | 표종제(表從弟)                               | 형 내종형                                | 비외종제(鄙外從弟)                    | 귀외종제(貴外從弟)                             | 아우 외종제                    |

## 처족 및 부족 호칭법
| 등급 대상자 | 내가 대상자를 부를 때            | 대상자에게 나를 말할 때 | 내가 남에게 대상자를 말할 때 | 남이 나에게 대상자를 말할 때          | 남에게 나를 대상자로서 말할 때 |
| 장인 (丈人) | 장인어른 외구주(外舅主) 외 여럿. | 저 외생(外甥)           | 비빙장(鄙聘丈)               | 귀악장(貴岳丈) 또는(貴嶽丈)           | 나 또는 여(余) 옹(翁)          |
| 장모 (丈母) | 장모님 외고주(外姑主) 외 여럿.   | 저 외생(外甥)           | 비빙모(鄙聘母)               | 존빙모(尊聘母) 존빙모부인(尊聘母夫人) | 나 빙고(聘姑)                  |
| 사위 (女壻) | 사위                             | 저 여(余)               | 사위 서아(壻兒)              | 서랑(壻郞) 영서(令壻)                 | 저 외생                        |

## 같이 보기
- 친족
- 계촌법

## 참고 자료
- 뿌리찾기운동본부 편저 (1998년 4월 25일). 〈부록〉. 《한글판 우리집의 족보》. 서울: 민중서원.